# Eola Crest
Eola Crest az Amerikai Egyesült Államok északnyugati részén, Oregon állam Yamhill megyéjében elhelyezkedő önkormányzat nélküli település.